# بطاقة الهوية الأذربيجانية
بطاقة الهوية لمواطن جمهورية أذربيجان - إنها وثيقة من مواطن أذربيجاني.كل مواطن ملزم بالحفاظ على بطاقة هويته.عند فقدان بطاقة الهوية، يجب على المالك أو الممثل الشرعي للحائز تقديم طلب فورًا إلى سلطة الدولة التي تصدر المستند.بطاقة الهوية هي وثيقة تثبت هوية الشخص.

## شكل
تبين بطاقة الهوية الصادرة للمواطن الرقم التسلسلي والرقم التسلسلي للبطاقة، واللقب واسم المواطن، ومكان ولادته والتاريخ والجنس وفصيلة الدم ومكان الإقامة واسم الجهة التي أصدرت بطاقة الهوية وتاريخ الإصدار وفترة صلاحية بطاقة الهوية. في سن السادسة عشرة، تتضمن بطاقة هوية المواطن معلومات عن حالة المواطن، حالته الاجتماعية، ارتفاعه، لون عينيه، والتوقيع الشخصي لحامله وصوره.
الموظف المسؤول في هيئة الدولة المعنية، الذي يضم هذه المعلومات في بطاقة الهوية، يشهد عليها بختم توقيعه وختمه، وهو مسؤول عن دقة المعلومات وفقا لتشريعات جمهورية أذربيجان.
عندما يموت مواطن، يتم تسليم بطاقة الهوية الخاصة به إلى هيئة تسجيل الدولة لأفعال الحالة المدنية وترسل بطاقة الهوية إلى السلطة التنفيذية المعنية بعد تسجيل وفاة المواطن.

## أنواع بطاقات الهوية
هناك نوعان من بطاقات الهوية:
- بطاقة المواطنة الصادرة للمواطن حتى يبلغ 16 سنة. - بطاقة الهوية لا صور
- بطاقة الهوية الصادرة للمواطن بعد بلوغه سن 16.- بطاقة الهوية بالصورة

## حول الدفع
- يتم منح المواطنين الذين لم يبلغوا سن 16 عامًا بطاقة هوية مجانية.
- في الشهادات الصادرة بعد سن 16 سنة - لمدة عشرة أيام عمل - 5 مانات، - في فترة ثلاثة أيام عمل - 25 مانات، 35 مانات لكل يوم عمل.

## كيف تعطي بطاقة الهوية
يتم إصدار بطاقة الهوية للمواطنين الذين تقل أعمارهم عن 16 سنة على أساس الوثائق التالية:
1. استمارة الطلب.
2. شهادة الميلاد.
3. شهادة طبية عن مجموعة الدم.
4. بطاقات الوالدين.

يمنح المواطنون الذين بلغوا سن 16 سنة بطاقة الهوية على أساس المستندات التالية:
1. استمارة الطلب.
2. بطاقة هوية أو شهادة ميلاد
3. شهادة طبية (مجموعة الدم، الطول، لون العيون)
4. 2 صور
5. إيصال الدفع

يجب على المواطن تغيير بطاقة هويته في 25 ، 35 ، 50 ، أو اسم المواطن، أو الاسم، أو العائلة، أو مكان الإقامة، أو الحالة الاجتماعية، أو الخدمة العسكرية، أو تشويه بطاقة هويته، أو بطاقة الهوية غير صالحة أو مختفية.